# 韋協恭
韋協恭（？—？），監生出身，清朝政治人物。
乾隆五十七年（1792年）出任新城縣知縣。次年離任。嘉慶十二年，接替趙日煦，擔任江蘇宜興縣知縣。后由仇晋接任。他還當過長洲縣知縣。